# 上海公交金枫线
金枫线是上海市內一條公交线路。本线于1958年5月开通。初期的金枫线运营里程为16.1公里。之后由于朱泾汽车站和枫泾汽车站的搬迁，运营里程随之增加为19.6公里。在1959年，曾经有一条朱枫线，运营区间为大洋桥至枫泾汽车站。不过在1963年，金枫线又重新出现直至今日。
金枫线是金山区内发车频次较密之线路，初期（1958年）双向发车班次就达到每日100班次。现在每天双向的发车班次约160多班次。
为改善乘客乘车环境，金山巴士金枫线自2010年1月15日起全线空调车运营，实行空调车多级票价1-2元至2012年6月20日结束，实行单一票价2元。
为方便沿线市民出行，金山巴士金枫线自2012年2月23日起调整运营时间，调整后的首末班车为朱泾汽车站 5:35-19:00 / 枫泾汽车站 5:35-19:00。

## 路线基本资料

### 线路走向
- 上行：自朱泾汽车站起，经临仓街、东风路、亭枫公路、朱枫公路、枫阳路、白牛路至枫泾汽车站
- 下行：自枫泾汽车站起，经白牛路、亭枫公路、新枫路、枫丽路、亭枫公路至朱泾汽车站

### 服务时间
- 朱泾汽车站：05:35-19:00
- 枫泾汽车站：05:35-19:00

### 收费
全程单价RMB¥2，无人售票，线路实行公交换乘优惠。

### 停站
- 上行： 朱泾汽车站 - 健康路 - 朱泾西街 - 农场 - 农建路 - 秋弯 - 待步泾 - 秀泾 - 洋泾桥 - 曹庄 - 兴豪路 - 五一 - 成功 - 兴塔 - 米丈港 - 徐泾港桥 - 徐泾港 - 西厍浜 - 野米泾东 - 野米泾西 - 枫泾镇 - 朱枫公路亭枫公路 - 朱枫公路新泾路 - 朱枫公路枫阳路 - 枫阳路泾波路 – 枫泾汽车站
- 下行：枫泾汽车站 - 枫泾镇 - 野米泾西 - 野米泾东 - 西厍浜 - 徐泾港 - 徐泾港桥 - 米丈港 - 兴塔 - 成功 - 五一 - 兴豪路 - 曹庄 - 洋泾桥 - 秀泾 - 待步泾 - 秋弯 - 农建路 - 农场 - 朱泾西街 - 健康路 – 朱泾汽车站